# ウスバゼニゴケ目
ウスバゼニゴケ目（Blasiales）は、ゼニゴケ植物門（苔類）に所属する目。

## 概要
ウスバゼニゴケ目には現生のウスバゼニゴケ科と、絶滅した科である Treubiitaceae が所属する。上位分類については、ゼニゴケ目などと同じゼニゴケ綱に含め、本目のみでウスバゼニゴケ亜綱を構成する。ただし、DNA解析の結果によって、本目をウスバゼニゴケ綱（Blasiopsida）として独立した分類群とするという考え方も提示されている。

## 下位分類
- Blasiaceae ウスバゼニゴケ科 - ウスバゼニゴケ属とシャクシゴケ属のみを含む。
- †Treubiitaceae - 絶滅。石炭紀の地層から発見されている。